# Acacia cumingii
Acacia cumingii é uma espécie de leguminosa do gênero Acacia, pertencente à família Fabaceae.